# Музей звареного борщу
Музей звареного борщу (листопад 2020) - перший в Україні музей звареного борщу в селищі Опішня, Полтавська область.

## Історія створення
Музей створено на базі ЕтноСадиби «Лялина світлиця» в Опішні, власниця якої - Олена Щербань . Фахівець з  етнографії,  доктор історичних наук, яка майже 20 років вивчала різновиди технологій приготування борщу та способи подачі страви.
Ідея створити Музей звареного борщу у пані Олени виникла у процесі її багаторічної дослідницької діяльності з теми «Глиняний посуд у  культурі харчування українців». Під час наукової праці зацікавилася темою «Приготування борщу». Вивчала  різновиди технологій приготування борщу та способи подачі страви, вишукувала автентичні рецепти. 
За словами жінки, у неї записані сотні рецептів цієї смакоти, найстарішим - більше 100 років. Науковиця наразі працює над книгою «365 борщиків від Олени Щербань».

### Вигляд та експонати музею
Традиційна українська хата. Експонати – капуста квашена та маринована, буряк свіжий та консервований, цибуля у вінку та часник у пучку. За реквізит - піч, глечики та рогачі.

### Несподівані факти про борщ
Під час дослідження історії приготування борщу пані Олена відкрила багато цікавих фактів про цю страву й виявила відмінності між першою стравою, яку готуємо ми сьогодні, і тим, що готували наші  предки. Отже:
- до другої половини ХХ століття борщі були білі, зелені, коричневі та чорні;
- борщ «почервонів»  у 1950-х роках, тому що в нього почали додавати томати. До того часу в борщ клали лише буряк, який виварювався та не давав такого червоного кольору;
- борщі готували у горщиках – борщівниках. Для кожного борщу був свій борщівник. Наші прабабусі не готували пісний та м'ясний борщ в одному борщівнику. У ХХ столітті горщик замінили на  залізний чавун;
- Інгредієнти для борщу вражали своєю різноманітністю. До борщу додавали: гриби,  яблука,  черешні,  вишні,  груші,  полуниці. Єдине, що сирими їх до борщу не клали: їх або сушили, або солили, або маринували;
- окрім щоденних борщів існували обрядові борщі:  весільні,  хрестильні, поминальні,  великодні,    трійцеві,  різдвяні, покровські.

## Чим цікавий Музей звареного борщу
Музей борщу знаходиться в хатинах ЕтноСадиби, в одній із них представлений весь антураж: колекція горщиків, рогачів, піч, у якій готують страви, а у другій - готують обрядові борщі.
У музеї репрезентовано колекцію горщиків (500 шт.): автентичні, старі, нові зібрані з різних регіонів, а також колекція рогачів (під кожний горщик свій рогач).
У музеї побудовано піч, у якій можна приготувати борщ або спекти хліб. Представлено інгредієнти, які додають до борщу у різних регіонах України.
Відвідувачі музею можуть  дегустувати борщ, бо пані Олена щодня готує новий борщ, і можуть спробувати самостійно приготувати борщик у горщику.

## Діяльність музею
- Перший фестиваль «Борщик у глиняному горщику» (2014), де було приготовлено 12 різновидів борщів
- Фестиваль «Борщик у глиняному горщику – 2020». Було продегустовано 70 варіантів першої страви.
- Відкриття музею звареного борщу (листопад 2020).
- Щоденне приготування нового борщу (на кожен день року по рецепту борщу).
- Фестиваль «Борщик у глиняному горщику – 2021». Учасниці з  Полтавщини,  Черкащини,  Житомирщини, Запоріжжя, Київщини готували по 3 різновиди борщу в трьох глиняних горщиках одночасно: борщ скоромний (з м’ясом, звичний для звичайної  української родини),  борщ пісний (такий, що готують для родини часто), борщ особливий (за  маминою, свекрушиною, бабусиною, тобто апробованою часом, технологією приготування)[4].
- Щорічні борщові фестивалі, де можна послухати цікаві історії про борщ, продегустувати першу страву, навчитися готувати смакоту за автентичним рецептом або отримати в подарунок один із рецептів.
- Щорічні фестивалі «Живий хліб», де відбуваються майстер - класи з випікання живого хліба, прядіння, виготовлення  ляльки-мотанки та  народного співу.

## Культурний статус борщу
Як повідомляє Міністерство культури та стратегічних комунікацій України, борщ внесли до Національного переліку елементів нематеріальної культурної спадщини. Це перший в Україні випадок, коли елемент, який потрапив до переліку є загальноукраїнським, а не регіональним.
Одним із ініціаторів був кулінар Євген Клопотенко. Він повідомив, що надати культурний статус борщу вирішили під час зйомок документального фільму про борщ - «Борщ. Секретний інгредієнт».
Засновниця музею прагне, щоб борщ потрапив і до культурної спадщини ЮНЕСКО. Адже в Україні рецептів борщів стільки, скільки господинь та господарів його готують. За словами Олени Щербань, через пізнання цієї страви можна познайомитися з «величчю українського народу».